# Florent Serra
Florent Serra (født 28. februar 1981 i Bordeaux, Frankrig) er en fransk tennisspiller, der blev professionel i år 2000. Han har igennem sin karriere vundet 2 singletitler, og hans højeste placering på ATP's verdensrangliste er en 36. plads, som han opnåede i juni 2006.

## Grand Slam
Serras bedste Grand Slam resultat i singlerækkerne er en 3. runde-deltagelse ved French Open i 2003.